# Чампа
Чампа (виј. Chăm Pa, Chiêm Thành) је назив за индијско краљевство чији су владари говорили малајско-полинезијски и које се протезало над оним простором који сада заузума централни и јужни Вијетнам отприлике од 7. века до 1832. године. Ово краљевство је било познато као Нагаракампа (санск. नगरचम्पः), Чампа (ꨌꩌꨛꨩ) на модерном чамском и Châmpa (ចាម្ប៉ា) у кмерским натписима, Chiêm Thành у кинеско-вијетнамском речнику и Zhànchéng (мандарински: 占城) у кинеским записима.
Краљевство Чампа је наследило државу Лин-ји (виј. 林邑) која је постојала од 192. године, мада, није сасвим јасно у каквој су вези били Лин-ји и Чампа. Краљевство Чампа достигло је врхунац у 9. и 10. веку, након чега је почело постепено опадати под притиском Ђи Виете из данашњег северног Вијетнама. Године 1741. вијетнамске трупе опустошиле су северну престоницу Чампе Вијаиу, а 1697. године, јужна област Чампе Пандуранга постала је вазал вијетнамског цара. 1832. вијетнамски цар Минх Манг анектирао је преостале територије Чампа.
Краљевине Чампа и Чами доприносе дубоким и директним утицајем на историју Вијетнама, југоисточне Азије, као и на њихову садашњост. Рана Чампа је еволуирала из локалне поморске аустронезијске чамске сахјуинске културе на обали савременог Вијетнама. Појава Чампе у касном 2. веку нове ере показује сведочанство о раном стварању државе југоисточне Азије и кључној фази формирања југоисточне Азије. Народи Чампе су успоставили и одржавали широк систем просперосних трговинских мрежа широм региона, повезујући Индијски океан и источну Азију, све до 17. века. У Чампи, историчари такође сведоче о томе да је прва и најстарија књижевност на језику Југоисточне Азије написана око 350. године нове ере, што представља почетак верске и културне дифузије из оближње Индије у Југоисточну Азију, која је претходила првим кмерским, мон, малајским текстовима за више векова.
Чами модерног Вијетнама и Камбоџе су главни остаци овог бившег краљевства. Они говоре чамске језике, потпородицу малајско-полинезијских језика која је блиско повезана са малајским и балијско-сасашким језицима. Чампа је имала мултиетнички идентитет, који се састојао од аустронезијских народа који су говорили чамски и који су чинили већину њеног укупног становништва. Људи који су некада насељавали регион су данашњи народи Чам, Раде и Јарај који говоре чамски у Јужном и Централном Вијетнаму и Камбоџи; Акехнесе са северне Суматре, Индонезија, заједно са елементима аустроазијских бахнарских и катуичких народа у централном Вијетнаму.